# Kazuyuki Morisaki
Kazuyuki Morisaki (森﨑 和幸 Morisaki Kazuyuki?), född 9 maj 1981, är en japansk fotbollsspelare.
Han blev utsedd till J.Leagues Rookie of the Year 2000.